# Peritapnia pilosa
Peritapnia pilosa är en skalbaggsart som beskrevs av Chemsak och Linsley 1978. Peritapnia pilosa ingår i släktet Peritapnia och familjen långhorningar. Inga underarter finns listade i Catalogue of Life.